# Initiative populaire « concernant la révision du régime de l'alcool »
L'initiative populaire « concernant la révision du régime de l'alcool », appelée en allemand Reval pour « Revision Alkoholgesetz », est une initiative populaire suisse, rejetée par le peuple le 9 mars 1941. C'est la seule votation fédérale organisée dans le pays cette année-là.

## Contenu
L'initiative, conçue en terme généraux, demande une modification des articles 31, 32bis et 32quater de la Constitution fédérale pour retourner à une situation « telle qu'elle existait avant le 6 avril 1930 ». Le Conseil fédéral est donc prié d'élaborer une proposition de loi basée sur l'interdiction du coupage pour le kirsch, la réduction de l'importation de fruits étrangers, la priorité donnée aux fruits locaux pour la distillation des boissons alcoolisées et la compensation de l'achat de spiritueux étrangers par la vente de produits équivalents locaux.
Le texte complet de l'initiative peut être consulté sur le site de la Chancellerie fédérale.

## Déroulement

### Contexte historique

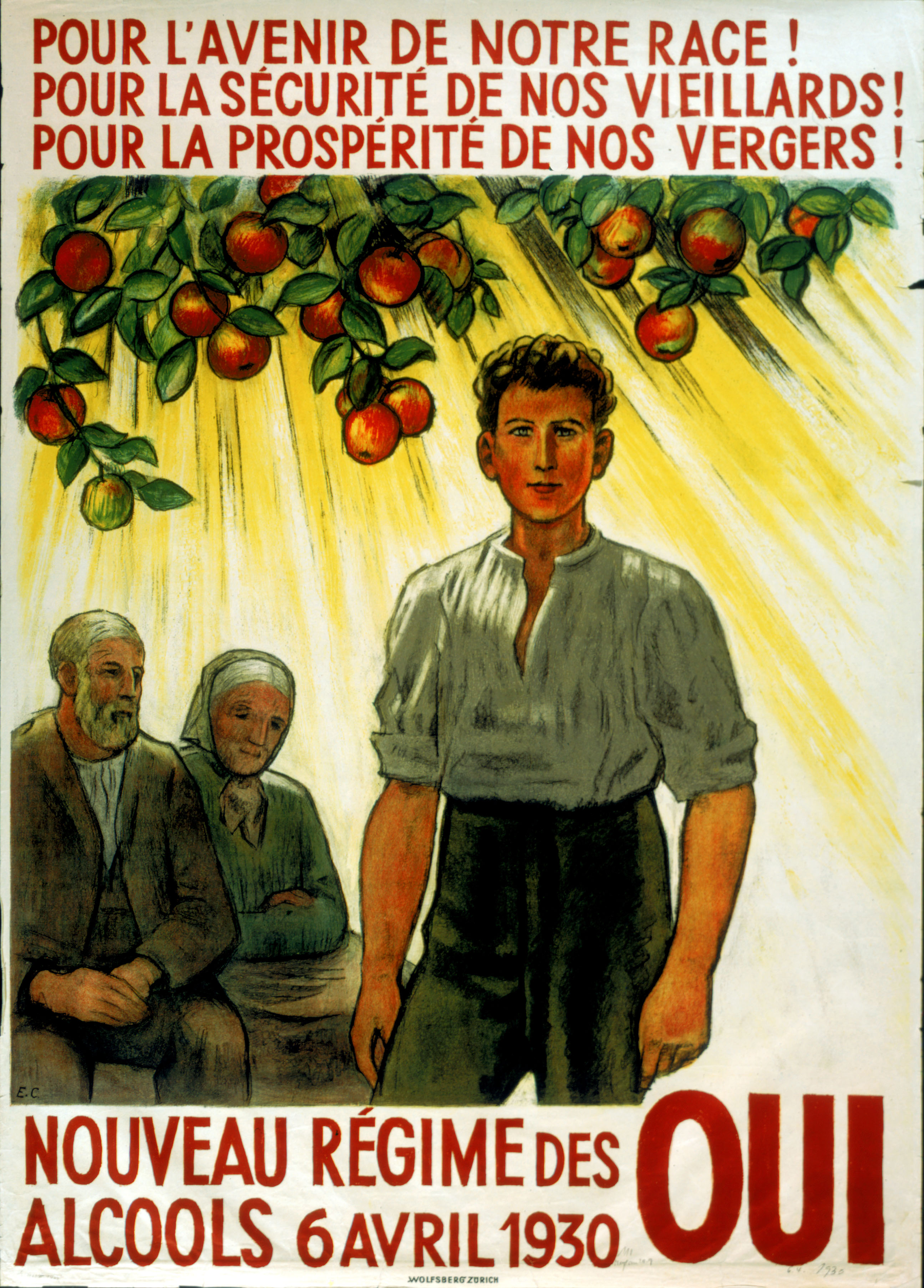
Le 6 avril 1930, une modification de la Constitution fédérale est acceptée en votation populaire. En 1933, la loi sur l'alcool entre en vigueur. Elle prévoit notamment un monopole d'État sur toutes les boissons distillées.

Le 6 avril 1930, le peuple approuve en votation un arrêté fédéral modifiant les articles 31 et 32 de la Constitution fédérale. Ces modifications portent d'une part sur la limitation du nombre de distilleries domestiques et la suppression de la suspension d'impôt pour les eaux-de-vie de fruits et d'autre part deux prescriptions obligeant la Confédération à acheter l'eau-de-vie de fruits à pépins et à encourager l'utilisation des fruits et des pommes de terre sans distillation. En 1933, la loi sur l'alcool entre en vigueur ; cette loi prévoit entre autres le monopole sur toutes les boissons distillées donné à la Confédération, le monopole d'importation et de vente ainsi que la réglementation du marché privé.
Cette loi, pourtant acceptée sans référendum, lèse les intérêts des cantons centraux grands producteurs de fruits, en particulier après la fin de l'exception de la législation fédérale de la distillation des fruits à pépin. Ils lancent donc cette initiative pour demander un retour à la situation précédente, tout en ajoutant plusieurs mesures protectionnistes ou de garantie des prix.

### Récolte des signatures et dépôt de l'initiative
La récolte des 50 000 signatures nécessaires a débuté le 1er décembre 1936. Le 2 décembre de l'année suivante, l'initiative a été déposée à la chancellerie fédérale qui l'a déclarée valide le 22 janvier 1938.

### Discussions et recommandations des autorités
Le parlement et le Conseil fédéral recommandent tous deux le rejet de cette initiative. Dans son message adressé à l'assemblée, le Conseil fédéral combat l'idée d'un retour à la situation d'avant 1930 qui créerait à nouveau une concurrence entre les distilleries soumises au monopole de l'État et les distilleries libres ; il remet également en cause la possibilité de limiter les importations de fruits ou de la compenser par des exportations équivalentes.
Le gouvernement reconnait cependant que « quelques-unes des demandes contenues dans l'initiative sont justifiées et que d'autres méritent un examen plus approfondi » ; il indique toutefois que la voie législative devrait être suffisante pour traiter ces points, sans besoin de modifier la Constitution.

### Votation
Soumise à la votation le 9 mars 1941, l'initiative, présentée en termes généraux, est refusée par 59,8 % des suffrages exprimés. Le tableau ci-dessous détaille les résultats par cantons :

## Effets
Le refus de cette initiative va permettre de fixer la loi de 1932 dans le long terme ; en 2010 encore, la plupart des articles de cette loi sont encore valides. En effet, la plupart des initiatives populaires proposant de modifier la politique de la Confédération dans le domaine de l'alcool sont rejetées en votation. C'est le cas notamment de l'Initiative populaire « relative à la lutte contre l'alcoolisme » rejetée le 16 octobre 1966, de l'initiative populaire « contre la publicité pour des produits qui engendrent la dépendance » rejetée le 18 février 1979 ou encore de l'initiative populaire « pour la prévention des problèmes liés à l'alcool », rejetée le 28 novembre 1993. Seules les arrêtés concernant une nouvelle répartition des recettes provenant de l'imposition des boissons distillées et la suppression de l'obligation de reprendre l'eau-de-vie de vin seront approuvées respectivement le 9 juin 1985 et le 10 mars 1996.